# Idona usitata
Idona usitata är en insektsart som beskrevs av Ruppel och Delong 1952. Idona usitata ingår i släktet Idona och familjen dvärgstritar. Inga underarter finns listade i Catalogue of Life.